# 慈眼寺 (荒川区)
慈眼寺（じげんじ）は、東京都荒川区にある真言宗豊山派の寺院。

## 概要
1598年（慶長3年）に開山した。当時は、現在の町屋第二児童遊園の場所にあった。1873年（明治6年）、この頃までに廃寺化していたため、現在地に移転した。
本尊の薬師如来は眼病等のご利益があるといわれ、地元の人々に崇敬された。

## 交通アクセス
- 町屋二丁目停留場より徒歩2分（経路案内）。